# Sheila Ford Hamp
Sheila Ford Hamp (geboren 31. Oktober 1951) ist eine amerikanische Unternehmerin. Seit dem 23. Juni 2020 ist sie die Eigentümerin der NFL-Franchise Detroit Lions.

## Leben
Die zweitälteste Tochter von William Clay Ford Sr. und Martha Firestone Ford besuchte die University-Liggett School in Grosse Pointe und anschließend die Miss Porter’s School in Farmington (Connecticut). Ab 1969 studierte sie an der Yale University. Sie gehörte zum ersten gemischten Studiengang an dieser Universität. Im Juni 1973 erlangte sie den Bachelor-Abschluss. Danach studierte sie an der Boston University und erlangte den Master in Pädagogik und frühkindliche Erziehung. Später arbeitete sie als Treuhänder im Henry-Ford-Museum. Eine Zeit lang war sie Vorsitzende des Aufsichtsrates und bis Juli 2022 stellvertretende Aufsichtsratsvorsitzende.
Während ihrer Jugend spielte sie Tennis und gewann mit 17 Jahren die Staatsmeisterschaft von Michigan. Auch an der Yale University gehörte sie zum in der Ivy League spielenden Tennis-Team.
Sheila Ford ist seit 1981 verheiratet mit Steven K. Hamp, dieser arbeitete von 1979 bis 2006 am Henry-Ford-Museum. Das Paar hat drei Söhne. Während der Kinder- und Jugendzeit der Söhne war sie für 10 Jahre Trainer der Fußballmannschaft. Das Ehepaar wohnt in Ann Arbor.
Nachdem ihr Vater 2014 verstorben war und die Mutter das NFL-Franchise übernommen hatte, wurde Sheila Hamp zur wichtigsten Beraterin. So war sie federführend bei der Entlassung der Manager Tom Lewand und Martin Mayhew 2015 und der Anstellung von Bob Quinn und Matt Patricia 2018.
Am 23. Juni 2020 übernahm sie die Rolle als leitende Teameignerin und Vorsitzende des Aufsichtsrates der NFL-Franchise von ihrer Mutter.